# Ancorabolus chironi
Ancorabolus chironi is een eenoogkreeftjessoort uit de familie van de Ancorabolidae. De wetenschappelijke naam van de soort is voor het eerst geldig gepubliceerd in 2010 door Schulz & George.